# RB 오미야 아르디자
RB 오미야 아르디자(일본어: RB 大宮アルディージャ RB오미야 아르디자[*], RB Omiya Ardija)는 일본 사이타마현 사이타마시 오미야구를 연고로 하는 J리그 소속 축구단으로 팀명 아르디자(Ardija)는 오미야 구와 오미야 공원의 상징 다람쥐를 뜻하는 스페인어 아르디야(Ardilla)를 일본인들이 발음하기 쉽게 바꾼 것이다.

## 개요
같은 연고지 팀 우라와 레드 다이아몬즈와 사이타마 더비로 유명한데 홈 경기장은 오미야 공원 축구장이지만 사이타마현 지역 FM 민방 'NACK5'가 명명권을 얻어 낵파이프 스타디움 오미야라고 부르며 레드불 유한회사가 모기업으로 있는 구단이다.

## 역사
1969년 일본전신전화 (NTT) 직장인 클럽인 NTT 간토 축구부로 창단한 뒤 1970년 사이타마현 사회인 축구 리그에 참가했고 우라와시를 본거지로 옮긴 이후 1974년 간토 축구 리그 참가를 거쳐 1987년에 일본 사커 리그에 참가했다. 
1993년부터 재팬 풋볼 리그에 참가했지만 공기업의 프로팀 소유에 반대 여론이 많아 프로화는 늦어져 외국인 선수도 없는 열악한 상황에 성적은 침체하긴 했지만 NTT 사원 선수는 많이 있었다.
1998년 NTT 스포츠 커뮤니티 주식회사를 설립한 뒤 오미야를 연고지로 J리그에 참가하여 줄곧 J2리그 상위권을 유지하다가 J리그 디비전 2 2004에서 준우승을 차지하며 차기 시즌 J1리그 승격에 성공했으며 2024년에 오스트리아의 에너지 음료 제조 기업인 레드불이 경영권을 인수했다.
현재까지 RB 오미야 아르디자의 J1리그에서의 최고 성적은 2016 시즌 5위, J리그컵에서의 최고 성적은 2005 시즌과 2016 시즌 8강, 천황배에서의 최고 성적은 2005 시즌과 2016 시즌 4강이다.

## 관중 뻥튀기 논란
2010년 10월 2일 사이타마 스타디움 2002에서 열린 우라와 레즈와의 홈 경기에서 3만 3660명이 입장했다고 발표했지만 J리그 사무국은 관중수를 부풀렸다는 의혹이 제기되자 곧바로 조사에 착수했고 이날 와타나베 세이고 사장은 "집계과정에 약간의 문제가 있었다. 부정확한 관중수였다"고 잘못을 시인했다. 
결국 와타나베 사장은 구단 사장직을 내려놓은 후 가와사키 프론탈레와의 홈 경기에서 눈물로 사죄했으며 J리그 측은 오미야에 리그 역사상 역대 최다 벌금액과 같은 2억엔, 한화 20억원의 벌금을 부과했다.

## 선수 명단

### 현역
참고: FIFA 자격 규정에 따라 소속된 국가대표팀 국기를 표시합니다. 선수는 복수의 FIFA 비회원국 국적을 가지고 있을 수 있습니다.
| 번호 | 포지션 | 국적 | 이름              |
| ---- | ------ | ---- | ----------------- |
| 6    | DF     |      | 가와즈라 아키나리 |
| 15   | MF     |      | 오야마 게이스케   |

| 번호 | 포지션 | 국적 | 이름                  |
| ---- | ------ | ---- | --------------------- |
| 27   | MF     |      | 구로카와 아쓰시       |
| 28   | MF     |      | 하세가와 아리아자스루 |
| 30   | FW     |      | 후지누마 다쿠무       |
| 32   | GK     |      | 가토 유키             |
| 33   | FW     |      | 마르셀루 토스카누     |
| 37   | MF     |      | 카우에 세실리우       |
| 38   | MF     |      | 야마다 리쿠           |

## 역대 감독
| 감독            | 임기      |
| --------------- | --------- |
| 핌 베어벡       | 1998~2000 |
| 로버트 베어벡   | 2006~2007 |
| 장외룡          | 2009~2010 |
| 즈덴코 베르데닉 | 2012~2013 |
| 이시이 마사타다 | 2017~2018 |
| 타카기 타쿠야   | 2019~2020 |
| 사사키 노리오   | 2021      |
| 소마 나오키     | 2022~2023 |
| 나가사와 데쓰   | 2024 ~    |